# 8月22日
8月22日（はちがつにじゅうににち）は、グレゴリオ暦で年始から234日目（閏年では235日目）にあたり、年末まであと131日ある。

## できごと

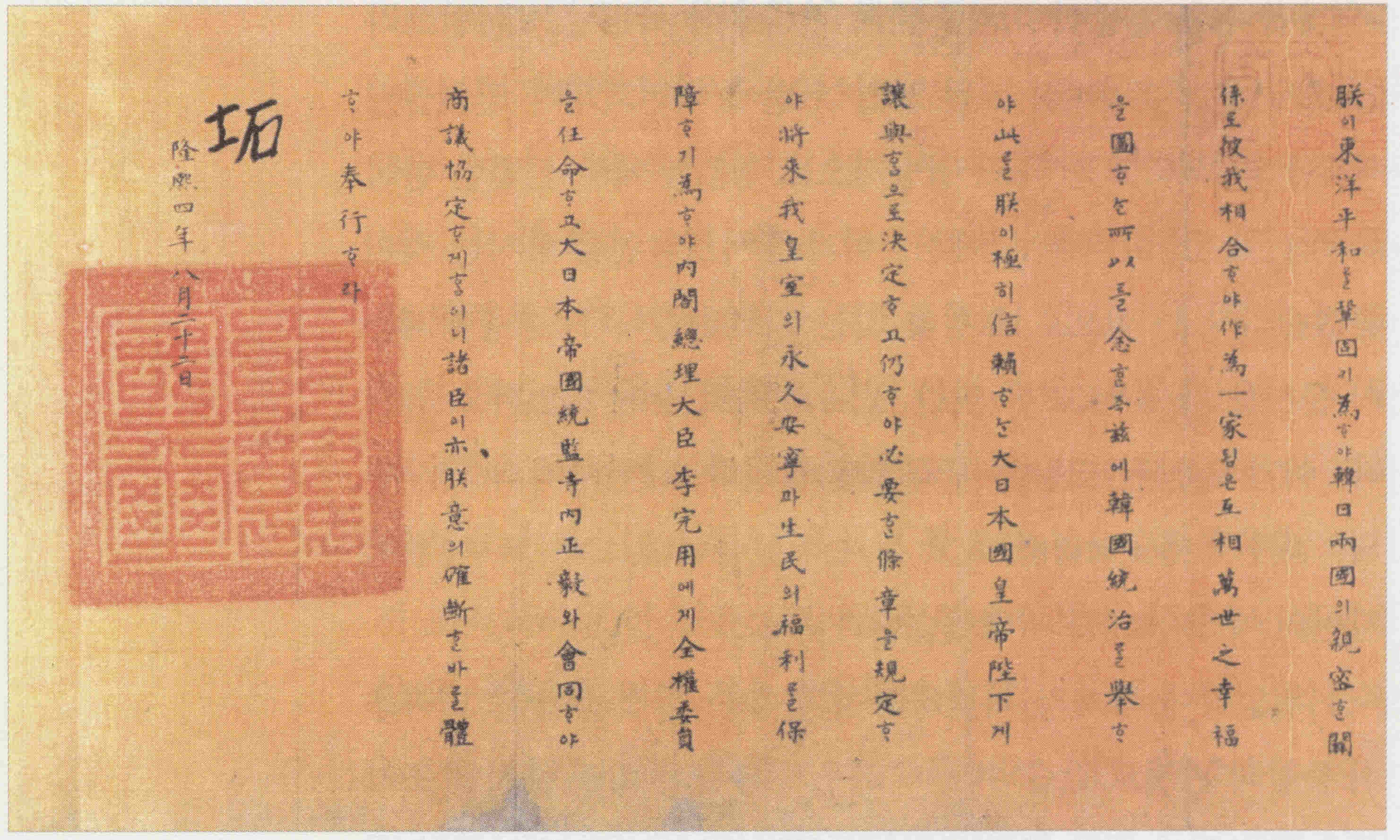
日韓併合条約締結(1910)。画像は純宗の全権委任状。

ルーヴル美術館から『モナ・リザ』が盗まれる(1911)。詩人アポリネールや画家ピカソが疑われ逮捕された。

- 1144年（天養元年7月22日） - 藤原通憲が出家して信西と号す。
- 1485年 - 薔薇戦争: ボズワースの戦い。ヘンリー・テューダーがヨーク家のリチャード3世を破り、イングランド王ヘンリー7世として即位。プランタジネット朝が終わりテューダー朝が始まる。
- 1639年 - 東インド会社により、インドにマドラス（現チェンナイ）が創設される。
- 1777年 - アメリカ独立戦争: スタテン島の戦い行われる。
- 1791年 - サン＝ドマングでハイチ革命はじまる。
- 1741年 - ヘンデルが「メサイア」の作曲を開始。24日間で書き上げる。
- 1795年 - フランス革命: 共和暦3年憲法が公布。総裁政府が成立。
- 1851年 - イギリスのワイト島一周ヨットレースでアメリカの「アメリカ号」が優勝。アメリカスカップの始まり。
- 1853年（嘉永6年7月18日） - ロシア使節・プチャーチン極東艦隊司令官が軍艦4隻を率いて長崎に来航。
- 1864年 - 傷病者の状態改善に関する第1回赤十字条約（ジュネーヴ条約）が調印され、国際赤十字が発足する。
- 1875年 - 樺太・千島交換条約批准[1]。
- 1902年 - 東京電気鉄道が、新橋 - 品川間で東京初の路面電車の運行を開始。
- 1904年 - 第一次日韓協約調印。韓国の財政・外交が日本の監督下に。
- 1910年 - 寺内正毅統監と李完用大韓帝国首相が漢城で日韓併合条約に調印。
- 1911年 - パリのルーヴル美術館で展示されていたレオナルド・ダ・ヴィンチの「モナ・リザ」が盗難にあう。
- 1922年 - アイルランド内戦: アイルランド自由国臨時政府首相・国軍司令官のマイケル・コリンズの一行がコーク県に向かう途上襲撃を受け、コリンズは暗殺される。
- 1932年 - 英国放送協会 (BBC) がテレビ放送の実験番組を放送[2]。
- 1942年 - 第二次世界大戦: ブラジルがドイツ・イタリアに宣戦布告。
- 1944年 - 第二次世界大戦: 対馬丸事件。学童疎開船「対馬丸」がアメリカ海軍の潜水艦に撃沈され、乗員乗客1418名が死亡。
- 1944年 - 第二次世界大戦: ソ連軍がルーマニアの占領を開始[3]。
- 1945年 - 第二次世界大戦・ソ連対日参戦: 三船殉難事件。樺太からの引揚船3隻がソ連軍の潜水艦に攻撃され2隻が沈没、1700名以上死亡。
- 1945年 - 肥薩線列車退行事故、53名が死亡。
- 1945年 - 日本で、戦時中機密情報として1941年12月8日に公表が中止された天気予報が、ラジオ放送で再開される[4]。翌日には新聞でも復活。
- 1945年 - 愛宕山事件: 8月15日から愛宕山に篭城していた右翼団体・尊攘同志会会員ら12人が手榴弾で自決。
- 1946年 - 京城大学（旧京城帝国大学）が米軍法令102号により閉鎖。
- 1949年 - カナダ・クイーン・シャーロット島でMw8.1の地震発生。
- 1950年 - アリシア・ギブソンがアフリカ系アメリカ人テニス選手初の全米選手権（現：全米オープン）出場を果たす[5]。
- 1962年 - フランスの極右地下組織・秘密軍事組織（OAS）がシャルル・ド・ゴール大統領の暗殺を決行するが未遂に終わる。（小説『ジャッカルの日』のモデル）
- 1968年 - ローマ教皇パウロ6世が、ローマ教皇では初めてラテンアメリカを訪問[6]。
- 1970年 - 栗原景太郎、武田治郎、白瀬京子の3人が乗る小型ヨット「白鴎」が神奈川県・三崎漁港に入港。日本人初の小型ヨット世界一周を達成。
- 1978年 - 植村直己が犬ぞりによるグリーンランドの単独横断に成功。
- 1981年 - 台湾で遠東航空103便墜落事故。作家の向田邦子ら110人全員死亡。
- 1985年 - イギリスでブリティッシュ・エアツアーズ28M便火災事故。ボーイング737がマンチェスター空港を離陸する際左側のエンジンが爆発、機体が二つに折れて炎上し、54人死亡。
- 1989年 - フランスの天文学者が海王星の環を発見。
- 1991年 - ソ連8月クーデター: クリミア半島の別荘に軟禁されていたゴルバチョフソ連大統領がモスクワに帰還。エリツィンロシア大統領がクーデターへの勝利宣言。
- 1996年 - ビル・クリントン米大統領が個人責任と就労機会調停法（英語版）に署名し、社会福祉改革を断行する。
- 1997年 - 大阪モノレールの南茨木駅～門真市駅間が開業。この時点では営業キロ世界一のモノレールになる。
- 1998年 - 第80回全国高等学校野球選手権大会決勝戦で、横浜高校の松坂大輔が決勝戦では史上2人目となるノーヒットノーランを達成。横浜高は史上5校目の春夏連覇。
- 1999年 - 中華航空642便着陸失敗事故。バンコク発香港行きの中華航空機が香港国際空港上空で台風の突風に遭遇し着陸に失敗、3名が死亡。
- 2004年 - オスロのムンク美術館からムンクの「叫び」と「マドンナ」が盗まれる。2006年8月31日にオスロ市内で発見。
- 2004年 - 第86回全国高等学校野球選手権大会において、駒澤大学付属苫小牧高校が北海道勢として史上初の高校野球大会優勝。
- 2004年 - アテネオリンピック・陸上競技女子マラソンで野口みずきが金メダルを獲得し、前回のシドニーオリンピックの高橋尚子に続く日本女子選手の2連覇が達成される。
- 2005年 - パレスチナ問題: アリエル・シャロンの推進するガザ地区等撤退において、ガザ地区からのユダヤ人入植者全ての退去が完了。
- 2006年 - プルコボ航空612便墜落事故。
- 2006年 - 伊藤清京都大学名誉教授が第1回ガウス賞受賞。
- 2008年 - 北京オリンピック陸上競技男子4×100メートルリレーで日本チーム（朝原宣治、末續慎吾、髙平慎士、塚原直貴）が男子トラック競技として初（男女通じても1928年アムステルダム五輪の女子800m銀メダルの人見絹枝以来80年ぶり）のメダルとなる銅メダル（後に銀メダルに変更）を獲得。
- 2012年 - ロシアが世界貿易機関（WTO）に加盟[7]。
- 2022年 - 第104回全国高等学校野球選手権大会で、仙台育英が東北勢初優勝[8]。
- 2022年 - 名古屋高速バス横転炎上事故が発生。

## 誕生日

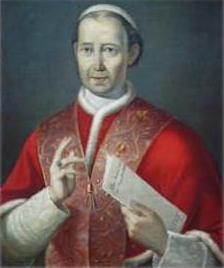
ローマ教皇レオ12世(1760-1829)

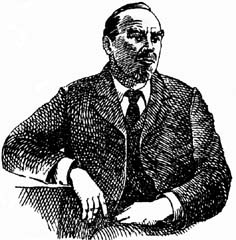
医師・思想家、アレクサンドル・ボグダーノフ(1873-1928)

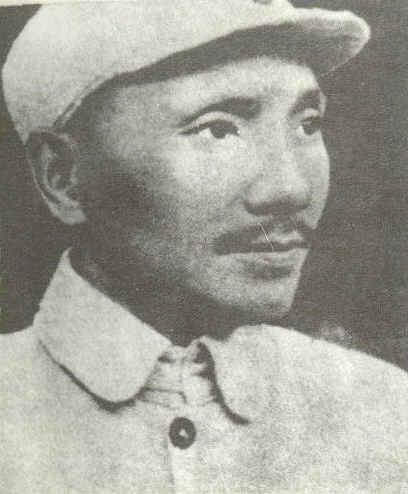
中国の政治家、鄧小平(1904-1997)

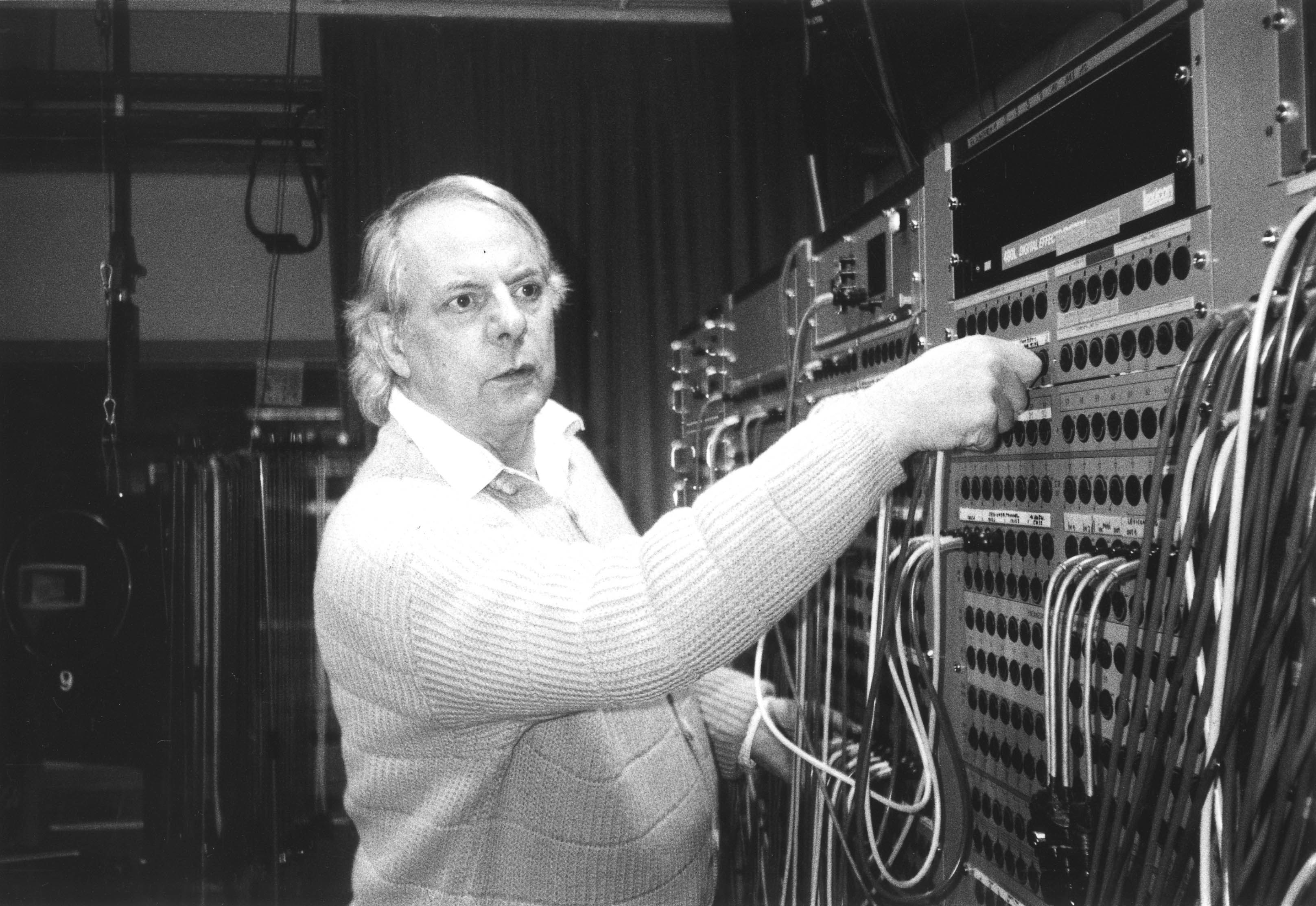
作曲家カールハインツ・シュトックハウゼン(1928-2007)

- 1647年 - ドニ・パパン[9]、物理学者、発明家（+ 1712年頃）
- 1760年 - レオ12世、第252代ローマ教皇（+ 1829年）
- 1771年 - ヘンリー・モーズリー、技術者、発明家（+ 1831年）
- 1778年 - ジェイムズ・ポールディング、第11代アメリカ合衆国海軍長官（+ 1860年）
- 1789年（寛政元年7月2日）- 鷹司政通、江戸時代後期の公卿（+ 1868年）
- 1818年 - ルドルフ・フォン・イェーリング、法学者（+ 1892年）
- 1834年 - サミュエル・ラングレー、天文学者、発明家、航空機研究家（+ 1906年）
- 1838年 - ジョゼフ・カラーツ、作曲家、オルガニスト、カリヨン奏者 (+ 1901年)
- 1844年 - ジョージ・W・デロング、海軍士官、探検家（+ 1881年）
- 1854年 - ミラン1世、セルビア王（+ 1901年）
- 1857年 - ネッド・ハンロン、元プロ野球選手（+ 1937年）
- 1858年 - コンスタンチン・コンスタンチノヴィチ、ロシアの皇族、劇作家（+ 1915年）
- 1860年 - ポール・ニプコー、発明家（+ 1940年）
- 1862年 - クロード・ドビュッシー[10]、作曲家（+ 1918年）
- 1867年（慶応3年7月23日） - 幸田露伴、作家（+ 1947年）
- 1873年 - アレクサンドル・ボグダーノフ、医師、哲学者（+ 1928年）
- 1874年 - マックス・シェーラー、哲学者（+ 1928年）
- 1880年 - ジョージ・ヘリマン、漫画家（+ 1944年）
- 1883年 - 中島董一郎、実業家（+ 1973年）
- 1883年 - 正宗得三郎、洋画家（+ 1962年）
- 1885年 - 出光佐三[11]、実業家（+ 1982年）
- 1887年 - シュヴェリン伯ルートヴィヒ・フォン・クロージク、ドイツ国首相（+ 1977年）
- 1889年 - 坂田一男、画家（+ 1956年）
- 1890年 - アーバン・ショッカー、元プロ野球選手（+ 1928年）
- 1894年 - 澤田政廣、彫刻家（+ 1988年）
- 1896年 - 具志堅宗精、政治家（+ 1979年）
- 1896年 - 茂山千作（3世）、狂言師（+ 1986年）
- 1897年 - 糸魚川祐三郎、商学者、研究者（+ 1967年）
- 1901年 - 桐原眞二、野球選手（+ 1945年）
- 1902年 - レニ・リーフェンシュタール、女優、映画監督（+ 2003年）
- 1903年 - 歌川八重子、女優（+ 1943年）
- 1903年 - 安里積千代、政治家（+ 1986年）
- 1903年 - フランシス・バーチ、地球科学者（+ 1992年）
- 1904年 - 鄧小平、政治家（+ 1997年）
- 1907年 - 長尾雅人、仏教学者、チベット学者（+ 2005年）
- 1908年 - アンリ・カルティエ＝ブレッソン、写真家（+ 2004年）
- 1915年 - 小西甚一、文学者、筑波大学名誉教授（+ 2007年）
- 1917年 - ジョン・リー・フッカー、ブルース歌手、ギタリスト（+ 2001年）
- 1920年 - レイ・ブラッドベリ、作家（+ 2012年）
- 1920年 - 福田勇一、元プロ野球選手
- 1921年 - 土田晃透、実業家（+ 2008年）
- 1922年 - イヴリー・ギトリス、ヴァイオリニスト（+ 2020年）
- 1923年 - 高野よしてる、漫画家（+ 2008年）
- 1923年 - 山辺英彦、数学者（+ 1960年）
- 1924年 - 富樫淳、元プロ野球選手（+ 1986年）
- 1924年 - 岩瀬剛、元プロ野球選手
- 1925年 - オナー・ブラックマン、女優（+ 2020年）
- 1927年 - 稲田祐二、生化学者（+ 2012年）
- 1927年 - 井上昭文、俳優（+ 2013年[12]）
- 1927年 - 谷村友一、元プロ野球審判員（+ 2022年）
- 1928年 - カールハインツ・シュトックハウゼン、作曲家（+ 2007年）
- 1929年 - 北原怜子、慈善運動家（+ 1958年）
- 1930年 - 石田幸四郎、政治家（+ 2006年）
- 1930年 - 河野昭修、元プロ野球選手（+ 2011年）
- 1930年 - ジウマール、元サッカー選手（+ 2013年）
- 1934年 - 天田俊明、俳優
- 1934年 - ノーマン・シュワルツコフ、軍人（+ 2012年）
- 1934年 - ジョン・チャウニング、音響工学者
- 1935年 - 嵐芳三郎 (6代目)、歌舞伎役者、俳優（+ 1996年）
- 1935年 - E・アニー・プルー、小説家
- 1936年 - 川口浩、俳優、探検家（+ 1987年）
- 1936年 - 若生忠男、元プロ野球選手（+ 1998年）
- 1937年 - 菅谷政子、声優（+ 2021年）
- 1937年 - パット・ギリック、元プロ野球選手
- 1938年 - 与謝野馨、政治家（+ 2017年[13]）
- 1938年 - 藤野義昭、弁護士
- 1939年 - カール・ヤストレムスキー、元プロ野球選手
- 1940年 - 土居まさる、フリーアナウンサー（+ 1999年）
- 1941年 - 今村正博、元プロ野球選手
- 1941年 - ビル・パーセルズ、元アメリカンフットボールコーチ
- 1942年 - 橋田信介、ジャーナリスト（+ 2004年）
- 1943年 - 嶋正利、マイクロプロセッサIntel 4004設計開発者
- 1944年 - みのもんた、司会者（+ 2025年）
- 1945年 - タモリ、タレント、司会者
- 1945年 - 武田博、元騎手、調教師
- 1946年 - 大里洋吉、実業家、芸能プロモーター
- 1947年 - 杉山知隆、元プロ野球選手
- 1948年 - 寒川賢治、生化学者
- 1949年 - 平山みき、歌手
- 1949年 - 勢見月文久、射撃選手
- 1951年 - イケムラレイコ、画家、彫刻家
- 1952年 - 土屋昌巳、ミュージシャン、音楽プロデューサー、ギタリスト
- 1952年 - 浜浦徹、元プロ野球選手
- 1953年 - ポール・エラリング、プロレスラー、マネージャー
- 1955年 - 平松伸二、漫画家
- 1955年 - リュー・チャーフィー、俳優
- 1956年 - 高坂元巳、元アナウンサー
- 1956年 - ポール・モリター、元プロ野球選手、監督
- 1957年 - 郷田ほづみ、俳優、声優、音響監督
- 1958年 - 林アキラ、歌手、ミュージカル俳優、作曲家
- 1959年 - 何ン田研二、ものまねタレント、歌手
- 1960年 - 内場勝則、お笑い芸人
- 1960年 - 円城寺あや、女優
- 1960年 - スティービー・レイ、元プロレスラー
- 1961年 - 金田賢一、俳優
- 1961年 - 田中学、元プロ野球選手
- 1961年 - ローランド・オーザバル、ミュージシャン（ティアーズ・フォー・フィアーズ）
- 1962年 - ダリン・ジャクソン、元プロ野球選手
- 1963年 - 柳原三佳、ジャーナリスト、作家
- 1963年 - トーリ・エイモス、シンガーソングライター、ピアニスト
- 1964年 - マッツ・ビランデル、元テニスプレーヤー
- 1964年 - 森雅子、政治家、弁護士
- 1965年 - 大川きょう子、元宗教家、元政治活動家、幸福実現党2代目党首
- 1965年 - シナリ・ラトゥ、元ラグビー選手
- 1965年 - デイヴィッド・ライマー
- 1965年 - パトリシア・ヒー＝ブーレ、元プロテニス選手
- 1965年 - 堤辰佳、ジャーナリスト、新聞記者
- 1966年 - 石田文樹、元プロ野球選手（+ 2008年）
- 1966年 - ポール・エレング、陸上競技選手
- 1966年 - 中本浩、元野球選手
- 1966年 - ロブ・ウィツヘ、元サッカー選手
- 1967年 - 岡田有希子、アイドル（+ 1986年）
- 1967年 - 宮里哲、政治家
- 1967年 - 柳沢栄治、声優（+ 2024年）
- 1968年 - 佐野量子、元歌手、元タレント
- 1968年 - 羽野晶紀、女優
- 1968年 - アレクサンドル・モストヴォイ、元サッカー選手
- 1969年 - 松谷賢示、お笑い芸人（水玉れっぷう隊）
- 1969年 - アキ、お笑い芸人（水玉れっぷう隊）
- 1970年 - なべやかん、タレント
- 1971年 - アントニオ小猪木、お笑い芸人（西口プロレス）
- 1971年 - 五十嵐美紀、元陸上競技選手
- 1971年 - リチャード・アーミティッジ、俳優
- 1972年 - 原田夏希、テニス選手、指導者
- 1973年 - 三浦早苗、元タレント、元女優
- 1973年 - クリステン・ウィグ、女優、コメディアン
- 1974年 - 山口香緒里、女優
- 1974年 - 南田裕介、ホリプロマネージャー、鉄道タレント
- 1975年 - 春日錦孝嘉、元大相撲力士（+ 2020年）
- 1975年 - 中村隼人、元プロ野球選手
- 1976年 - 安廣一哉、格闘家
- 1976年 - ウィハジ、政治家
- 1977年 - 菅野美穂、女優
- 1977年 - 井口佳典、競艇選手
- 1977年 - 所英男、総合格闘家
- 1978年 - ジェームズ・コーデン、俳優、コメディアン
- 1978年 - マーチン・バルガス、元プロ野球選手
- 1979年 - 桂ぽんぽ娘、落語家
- 1980年 - 山本聖子、レスリング選手
- 1981年 - 斎藤工、俳優
- 1981年 - 反田孝幸、俳優
- 1981年 - 久保裕丈、実業家
- 1982年 - 相澤仁美、タレント
- 1982年 - 伊藤秀範、元プロ野球選手
- 1982年 - 新田玄気、元プロ野球選手
- 1982年 - 後藤麻衣、声優
- 1983年 - 大和田美帆、女優
- 1983年 - テオ・ボス、自転車選手
- 1983年 - 山田航、歌人
- 1983年 - 倉光泰子、脚本家
- 1984年 - 森田智己、元水泳選手
- 1984年 - デビッド・ハフ、プロ野球選手
- 1985年 - 座間紅祢、元陸上競技選手
- 1986年 - 北川景子、女優
- 1986年 - 德勝龍誠、元大相撲力士、年寄21代千田川
- 1987年 - 村山智彦、プロサッカー選手
- 1987年 - モハンマド・ムーサビ、バレーボール選手
- 1987年 - ミーシャ・ズベレフ、テニス選手
- 1988年 - ミッチェル・ランゲラック、サッカー選手
- 1989年 - ほな・いこか、ミュージシャン、女優（ゲスの極み乙女。、マイクロコズム）
- 1989年 - 磯田彩実、アナウンサー
- 1989年 - 川上葉月、フルート奏者
- 1990年 - 上本崇司、プロ野球選手
- 1990年 - 今井沙緒里、元陸上競技選手
- 1990年 - 三原拓也、モトクロスレーサー
- 1990年 - ドリュー・ハッチソン、プロ野球選手
- 1990年 - アラン・ブセニッツ、プロ野球選手
- 1991年 - 田口尚平、アナウンサー
- 1991年 - フェデリコ・マケダ、サッカー選手
- 1991年 - メリシアン・ベンゾン、フィギュアスケート選手
- 1992年 - 木原龍一、フィギュアスケート選手
- 1994年 - 濱正悟、俳優
- 1994年 - 人里亜矢可、プロアイスホッケー選手
- 1995年 - デュア・リパ、シンガーソングライター、ファッションモデル
- 1995年 - 花岡領太、俳優、歌手、タレント（元NORD）
- 1995年 - 髙井俊、元プロ野球選手
- 1996年 - 坂野真弥、元子役
- 1996年 - 丸山瀬南、元子役
- 1997年 - 江原裕理、声優
- 1997年 - 西井万理那、アイドル（METAMUSE、APOKALIPPPS、生ハムと焼うどん）
- 1998年 - レアンドロ・セデーニョ、プロ野球選手
- 1999年 - 沖悠哉、プロサッカー選手
- 1999年 - こもりやさくら、女優、歌手（元X21）
- 1999年 - 平田詩奈、アイドル（元SKE48）
- 1999年 - 三原舞依、フィギュアスケート選手
- 2000年 - 楠芙杏、元アイドル（元Teamくれれっ娘!）
- 2001年 - 上島楓、アイドル（元HKT48）
- 2002年 - 中山未咲、サッカー選手
- 2003年 - 伯桜鵬哲也、大相撲力士
- 2005年 - カン・イェソ、アイドル、元子役（Kep1er、元Busters）
- 生年不明 - 安玖深音、声優
- 生年不明 - せがわまさき、漫画家
- 生年不明 - 剣持刀也、バーチャルYouTuber

## 忌日

### 人物
- 408年 - スティリコ、西ローマ帝国の軍司令官（* 365年）
- 1155年（久寿2年7月23日） - 近衛天皇、第76代天皇（* 1139年）
- 1241年 - グレゴリウス9世、第178代ローマ教皇（* 1143年）
- 1328年 - フィリップ6世、フランス王（* 1293年）
- 1485年 - リチャード3世、イングランド王（* 1452年）
- 1563年（永禄6年8月4日） - 毛利隆元、戦国武将（* 1523年）
- 1599年 - ルカ・マレンツィオ、作曲家（* 1553年）
- 1680年 - ヨハン・ゲオルク2世、ザクセン選帝侯（* 1613年）
- 1729年（享保14年7月28日） - 鳥居清信、浮世絵師（* 1664年）
- 1749年（寛延2年7月10日） - 島津宗信、第6代薩摩藩主（* 1728年）
- 1795年（寛政7年7月8日） - 徳川重好、御三卿清水家初代当主（* 1745年）
- 1806年 - ジャン・オノレ・フラゴナール、画家（* 1732年）
- 1818年 - ウォーレン・ヘースティングズ、初代ベンガル総督（* 1732年）
- 1860年 - アレクサンドル＝ガブリエル・ドゥカン、画家（* 1803年）
- 1861年（咸豊11年7月17日） - 咸豊帝、第9代清皇帝（* 1831年）
- 1864年 - ジョン・アップルトン、政治家、外交官（* 1815年）
- 1891年 - ヤン・ネルダ、ジャーナリスト、詩人（* 1834年）
- 1903年 - ロバート・ガスコイン＝セシル (第3代ソールズベリー侯)、イギリス首相（* 1830年）
- 1916年 - 本告辰二、大陸浪人（* 1892年）
- 1920年 - アンデシュ・ソーン、画家、版画家、彫刻家（* 1860年）
- 1922年 - マイケル・コリンズ、民族主義運動家（* 1890年）
- 1940年 - オリバー・ロッジ、物理学者（* 1851年）
- 1941年 - 長谷川時雨、作家（* 1879年）
- 1943年 - 島崎藤村、詩人、作家（* 1872年）
- 1952年 - 平沼騏一郎、政治家、第35代内閣総理大臣（* 1867年）
- 1958年 - ロジェ・マルタン・デュ・ガール、小説家（* 1881年）
- 1963年 - ウィリアム・モリス (初代ナフィールド子爵)、実業家、モーリス創業者（* 1877年）
- 1967年 - 和田三造、洋画家（* 1883年）
- 1969年 - 赤根谷飛雄太郎、元プロ野球選手（* 1916年）
- 1975年 - ランスロット・ホグベン、動物学者、遺伝学者（* 1895年）
- 1976年 - ジュセリーノ・クビチェック、第24代ブラジル連邦共和国大統領（* 1902年）
- 1976年 - ジーナ・バッカウアー、ピアニスト（* 1913年）
- 1978年 - ジョモ・ケニヤッタ、政治家、ケニア初代首相/大統領（* 1893年）
- 1981年 - 向田邦子、小説家、脚本家（* 1929年）
- 1981年 - グラウベル・ローシャ、映画監督（* 1938年）
- 1981年 - 田川豊、元プロ野球選手（* 1918年）
- 1987年 - 杉浦清、元プロ野球選手（* 1914年）
- 1989年 - ヒューイ・P・ニュートン、公民権運動指導者（* 1942年）
- 1990年 - 金井豊、陸上競技選手（* 1959年）
- 1991年 - コリーン・デューハースト、俳優（* 1926年）
- 1993年 - 重兼芳子、小説家（* 1927年）
- 1996年 - 嵐芳三郎 (6代目)、歌舞伎役者、俳優（* 1935年）
- 1998年 - 村山実、元プロ野球選手、監督（* 1936年）
- 1998年 - セルジオ・フィオレンティーノ、ピアニスト（* 1927年）
- 2004年 - 江角英明、俳優（* 1935年）
- 2005年 - リュク・フェラーリ、作曲家（* 1929年）
- 2005年 - 梶哲也、俳優、声優（* 1926年）
- 2007年 - 富樫雅彦、ジャズドラマー（* 1940年）
- 2013年 - 藤沢嵐子、歌手（* 1925年）
- 2013年 - 藤圭子、歌手（* 1951年）
- 2016年 - トゥーツ・シールマンス[14]、ジャズ・ハーモニカ奏者（* 1922年）
- 2018年 - 堀部隆一、俳優、声優（* 1943年）
- 2018年 - エド・キング、ギタリスト（元レーナード・スキナード）（* 1949年）
- 2020年 - 内海桂子[15][16][17]、漫才師、女優（* 1922年）
- 2022年 - 川添利幸、法学者（* 1925年）
- 2022年 - 久野綾希子、ミュージカル女優（* 1950年）
- 2023年 - トム・コートニー、陸上競技選手（* 1933年）
- 2023年 - トト・クトゥーニョ、歌手、シンガーソングライター（* 1943年）
- 2023年 - 古沢憲司、プロ野球選手（* 1948年）
- 2023年 - おかゆうた、漫才師（おかけんた・ゆうた）（* 1962年）
- 2023年 - アレクサンドラ・ポール、フィギュアスケート選手（* 1991年）

### 人物以外（動物など）
- 1968年 - チャンピイ、日本の盲導犬第一号（* 1955年）

## 記念日・年中行事

ロシアの国旗

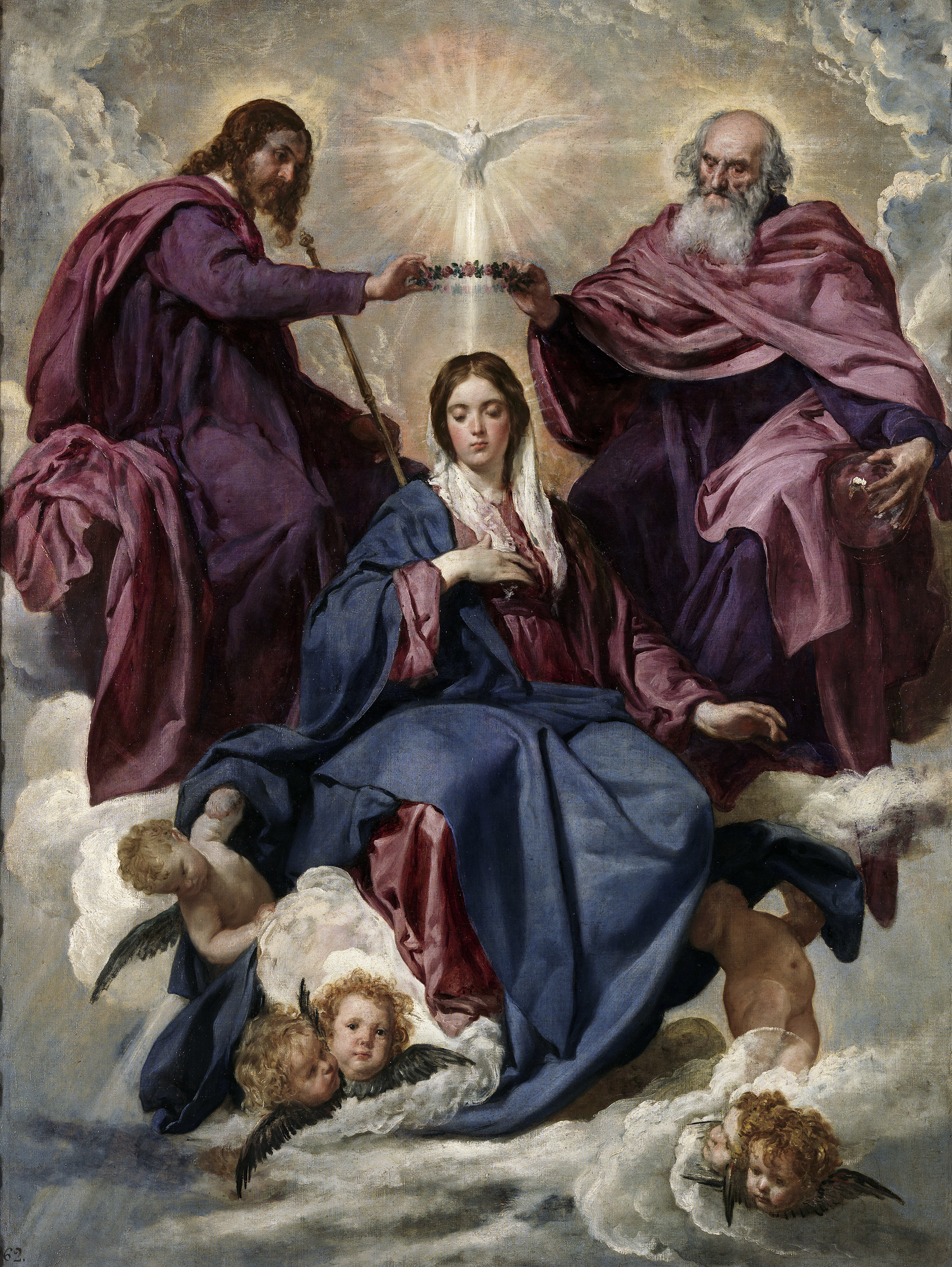
ディエゴ・ベラスケス『聖母戴冠』(1645)

- 処暑（ 日本）
二十四節気の1つ。太陽の黄経が150度の時で、暑さが収まり秋に近づく頃とされるが、地方によってはまだ残暑が厳しいこともある[18]。2024年から閏年においてはこの日が処暑となる。
- 国旗の日（ ロシア）
1991年のこの日、ソ連8月クーデターが失敗に終わり、ロシア最高会議ビルに現在のデザインの旗が掲げられたことを記念する祝日。
- チンチン電車の日（ 日本）
1903年のこの日、東京電車鉄道の路面電車が営業を開始し、東京で初めて路面電車（チンチン電車）が走ったことを記念[19]。なお、これとは別に6月10日が「路面電車の日」となっている。
- 天の元后聖マリアの記念日（カトリック教会）
天の元后たる聖母マリアを記念する日。元は聖母マリアの月である5月の末日（5月31日）が祝日であったが、1954年の教皇ピオ12世の回勅により聖母マリアの被昇天から8日目の8月22日に改められた。
- はいチーズ！の日
インターネット写真サービス「はいチーズ！」を運営する千株式会社が「は（8）い（1）チー（2）ズ（2）」の語呂にちなんでこの日を「はいチーズ！の日」と定め、一般社団法人日本記念日協会に記念日として登録された[20]。